# Монудо
Мону́до (Mitrephanes) — рід горобцеподібних птахів родини тиранових (Tyrannidae). Представники цього роду мешкають в Мексиці, Центральній і Південній Америці.

## Таксономія і систематика
Молекулярно-генетичне дослідження, проведене Телло та іншими в 2009 році дозволило дослідникам краще зрозуміти філогенію родини тиранових. Згідно із запропонованою ними класифікацією, рід Монудо (Mitrephanes) належить до родини тиранових (Tyrannidae), підродини Віюдитиних (Fluvicolinae) і триби Півієвих (Contopini). До цієї триби систематики відносять також роди Річковий пітайо (Ochthornis), Бурий москверо (Cnemotriccus), Бронзовий москверо (Lathrotriccus), Москверо (Aphanotriccus), Піві-малюк (Empidonax), Феб (Sayornis), Піві (Contopus) і Москверо-чубань (Xenotriccus).

## Види
Виділяють два види:
- Монудо рудий (Mitrephanes phaeocercus)
- Монудо оливковий (Mitrephanes olivaceus)

## Етимологія
Наукова назва роду Mitrephanes походить від сполучення слів дав.-гр. μιτρα — шапка і φανης — показувати.